# Boris Meyn
Boris Meyn (* 1961 in Hamburg; † 30. September 2022) war ein deutscher Krimi-Autor und Kunsthistoriker.

## Leben
Boris Meyn studierte an der Universität Hamburg und beendete dieses Studium 1989 mit seiner Magisterarbeit Paul Seitz – Studien zum öffentlichen Bauwesen, insbesondere zum Schulbau der 1950er und 1960er Jahre in Hamburg. Sein daran anschließendes Promotionsstudium im Bereich Kunst- und Baugeschichte schloss er 1996 mit seiner Dissertation Die Entwicklungsgeschichte des Hamburger Schulbaus ab.
Boris Meyn war verheiratet und hatte einen Sohn. Sein Vater war der Maler und Grafiker Rolf Meyn.

## Rezeption
Neben der Veröffentlichung von historischen Kriminalromanen hat er zahlreiche wissenschaftliche Fachpublikationen herausgegeben. Die Krimis des Autors spielen in der Commissarius-Bischop-Reihe im Hamburg des 19. Jahrhunderts sowie in der Reihe Sonntag, Herbst und Jensen in Ratzeburg und Umgebung. Sie wurden im Rowohlt Verlag veröffentlicht.

### Commissarius-Bischop-Reihe
Die Kriminalromane des Autors spielen im 19. und frühen 20. Jahrhundert in der Hansestadt. Die Ermittlungen werden in den ersten zwei Büchern durch den Kommissar Hendrik Bischop, ab dem dritten Band von seinem Sohn Sören und ab dem achten Band von dessen Tochter Ilka Bischop übernommen.
Das Erstlingswerk aus dem Jahr 2000 „Der Tote im Fleet“ behandelt neben dem Kriminalfall auch die Hamburger Architekturpolitik der Zeit nach dem Hamburger Brand von 1842. In die „verdächtigen Machenschaften“, die der Autor darlegt, werden auch bekannte Hamburger Persönlichkeiten der Zeit mit einbezogen (z. B. Alexis de Chateauneuf, Gottfried Semper und Martin Johann Jenisch). Der Fall selbst handelt von einem unbekannten Mann, der ermordet aus dem Fleet gezogen wird. Der Autor ist der Meinung, dass sein Buch als eine „Gratwanderung zwischen historischer Realität und Fiktion betrachtet“ werden könne.
Das zweite Buch der Reihe um den Hamburger Kommissar widmet sich neben einem weiteren Mordfall auch der Beziehung zwischen dem Kommissar und seinem zu der Zeit 14-jährigen Sohn Sören. Als eines der Hauptthemen wird die Erweiterung des Hafens in den 1860er Jahren aufgegriffen. Meyn zeigt auf, welche Interessen bei solchen Großvorhaben aufeinanderprallen, zum Beispiel wollen Spekulanten und Großreeder daraus Profit schlagen und bei der Umsetzung ein Wort mitreden.
Im dritten Fall kommt Sören Bischop nach dem Studium zurück nach Hamburg und wird als angehender Rechtsanwalt vom Senat beauftragt, eine Mordserie an Bürgerschaftsabgeordneten aufzuklären. In diesem Roman werden wieder Persönlichkeiten wie Johannes Versmann, William Henry O’Swald oder auch eine Freundschaft zu Adolph Woermann in das Geschehen eingebaut.

## Schriften (Auswahl)

### Belletristik
- Die Bilderjäger. Kriminalroman. Rowohlt, Reinbek bei Hamburg 2004, ISBN 3-499-23196-4.
- Der Kuss. Roman. Osburg, Hamburg 2014, ISBN 978-3-95510-054-4.

Reihe Commissarius Bischop:
- Der Tote im Fleet. Roman. Rowohlt, Reinbek bei Hamburg 2000, ISBN 3-499-22707-X.
- Der eiserne Wal. Ein historischer Kriminalroman. Rowohlt, Reinbek bei Hamburg 2002, ISBN 3-499-23195-6.
- Die rote Stadt. Ein historischer Kriminalroman. Rowohlt, Reinbek bei Hamburg 2003, ISBN 3-499-34407-6.
- Der blaue Tod. Ein historischer Kriminalroman. Rowohlt, Reinbek bei Hamburg 2006, ISBN 3-499-23894-2.
- Die Schattenflotte. Ein historischer Kriminalroman. Rowohlt, Reinbek bei Hamburg 2008, ISBN 978-3-499-24705-7.
- Totenwall. Ein historischer Kriminalroman. Rowohlt, Reinbek bei Hamburg 2011, ISBN 978-3-499-25631-8.
- Elbtöter. Ein historischer Kriminalroman. Rowohlt, Reinbek bei Hamburg 2016, ISBN 978-3-499-27160-1.
- Fememord. Historischer Kriminalroman. Rowohlt, Reinbek bei Hamburg 2018, ISBN 978-3-499-29053-4.
- Sturmzeichen. Historischer Kriminalroman. Rowohlt, Hamburg 2019, ISBN 978-3-499-27470-1.

Reihe Sonntag, Herbst und Jensen:
- Der falsche Tod. Ein Fall für Sonntag, Herbst und Jensen. Rowohlt, Reinbek bei Hamburg 2005, ISBN 3-499-23893-4.
- Tod im Labyrinth. Ein Fall für Sonntag, Herbst und Jensen. Rowohlt, Reinbek bei Hamburg 2007, ISBN 978-3-499-24351-6.
- Das Haus der Stille. Ein Fall für Sonntag, Herbst und Jensen. Rowohlt, Reinbek bei Hamburg 2007, ISBN 978-3-499-24534-3.
- Kontamination. Kriminalroman. Rowohlt, Reinbek bei Hamburg 2011, ISBN 978-3-499-25622-6.

### Wissenschaftliche Veröffentlichungen
- Der Architekt und Städteplaner Paul Seitz. Eine Werkmonographie. Verein für Hamburgische Geschichte, Hamburg 1996, ISBN 3-923356-73-0.
- Die Entwicklungsgeschichte des Hamburger Schulbaus (= Schriften zur Kulturwissenschaft. Band 18). Kovač, Hamburg 1998, ISBN 3-86064-707-5 (zugl. Dissertation, Universität Hamburg, 1996).